# Aluze (časopis)
Aluze: revue pro literaturu, filosofii a jiné byla olomoucký literární časopis. V letech 1998–2006 vycházela v tištěné podobě, od roku 2007 pak pouze v internetové podobě, v letech 2015–2017 pak znovu vycházela v tištěné podobě. Šéfredaktorem revue byl v letech 1998–2014 Jiří Hrabal, od roku 2015 pak David Jirsa. Redaktory obnovené tištěné podoby revue byli Lucie Faulerová, Adam Kazmíř, Pavel Kotrla, Vendula Kučerová, a Pavel Očenášek. Členy redakční rady jsou Jiří Hrabal, Michal Bauer, Petr A. Bílek a Michal Jareš. Za dobu své existence publikovala revue řadu teoretických textů z oblasti naratologie, estetiky a dalších humanitních věd. Přinášela také původní tvorbu, recenze a archivní materiály. 